# Charlbi Dean
Charlbi Dean Kriek (5. února 1990, Kapské město – 29. srpna 2022, New York) byla jihoafrická herečka a modelka, známá především díky rolím v trilogii Spud (2010–2013), superhrdinském seriálu Black Lightning (2018) a filmu Trojúhelník smutku (2022).

## Životopis

### Mládí a kariéra
Dean se narodila 5. února 1990 a vyrůstala v Kapském Městě v rodině Joanne Mullerové a Johana Krieka. Měla bratra Alexe Jacobse. S modelingem začala v šesti letech, kdy se objevovala v reklamách a katalozích. Ve 12 letech podepsala smlouvu s Alfa Model Management a od 14 let se učila doma. Kvůli své kariéře cestovala mezi Kapským Městem, kde navštěvovala Waterfront Theatre School a například Tokiem, New Yorkem a Londýnem.
V říjnu 2008 Dean a její kolega model Ashton Schnehage přežili autonehodu. Měla zlomené zápěstí, čtyři zlomená žebra a zhroucenou plíci. Byla hospitalizována v Milnerton Medi-Clinic a podstoupila život zachraňující operaci, jizvy po ní později předváděla na módní přehlídce AMI Alexandre Mattiussi.
V roce 2010 Dean herecky debutovala ve filmu Spud jako Amanda, kterou si zopakovala v pokračování Spud 2: Šílenství pokračuje. Poté si zahrála ve filmech Don't Sleep v roce 2017 a An Interview with God v roce 2018. Během téhož roku získala roli Syonide, stálé postavy, kterou hrála po dvě sezóny seriálu Black Lightning. V únoru 2020 bylo oznámeno, že se Dean připojila k hereckému obsazení satirického filmu Rubena Östlunda Trojúhelník smutku, který měl premiéru na filmovém festivalu v Cannes v roce 2022 a získal Zlatou palmu.

### Nemoc a smrt
Dne 29. srpna 2022 byla Dean přijata do nemocnice v New Yorku poté, co se necítila dobře. I když její počáteční příznaky byly mírné, její stav se rychle zhoršil a o několik hodin později zemřela. Bylo jí 32 let. Příčinou úmrtí byla bakteriální sepse, která byla komplikací asplenie (absence sleziny). Dean přišla o slezinu po vážné autonehodě v roce 2008. Absence sleziny zvyšuje náchylnost k autoimunitním onemocnění. Dean se nakazila bakterií capnocytophaga, která se vyskytuje v tlamách psů a koček. Zda za nákazu mohlo kousnutí či olíznutí zvířetem však není jasné, neboť úplná pitevní zpráva nebyla zveřejněna.
Dean zemřela krátce před mezinárodním vydáním filmu Trojúhelník smutku. Peter Bradshaw z deníku The Guardian o ní napsal, že „byla opravdovou hvězdou, která se teprve rodila.“

## Filmografie

### Filmy
| Rok  | Film                          | Role                       | Poznámky    |
| ---- | ----------------------------- | -------------------------- | ----------- |
| 2010 | Spud                          | Amanda                     |             |
| 2012 | Illusive Fields               | Nadia                      | Krátký film |
| 2013 | Rallye smrti: Peklo na zemi   | Calimity J                 |             |
| 2013 | Spud 2: The Madness Continues | Amanda                     |             |
| 2016 | Blood in the Water            | Pheebee                    |             |
| 2017 | Don't Sleep                   | Shawn Edmon                |             |
| 2018 | An Interview with God         | Grace                      |             |
| 2018 | Porthole                      | Jennifer / Kassidy Kubrick |             |
| 2022 | Trojúhelník smutku            | Yaya                       |             |

### Seriály
| Rok  | Seriál                      | Role        | Poznámky                 |
| ---- | --------------------------- | ----------- | ------------------------ |
| 2017 | Sherlock Holmes: Jak prosté | Krásná žena | Epizoda: Stíny minulosti |
| 2018 | Black Lightning             | Syonide     | 9 epizod                 |